# Beth Littleford
Elizabeth Anna Halcyon Littleford (n. 17 iulie 1968, Tennessee, SUA), cunoscută ca Beth Littleford, este o actriță americană. A fost unul dintre corespondenții inițiali ai The Daily Show de pe Comedy  Central din 1996 până în 2000 și a avut apariții în Sunt în formație și Cățelul blogger.